# Illusion de Müller-Lyer
Pour les articles homonymes, voir Müller.

Figure de Müller-Lyer : le segment [AB] a la même longueur que le segment [BC].

L’illusion de Müller-Lyer ou illusion de Brentano est une illusion d'optique perceptive distordante qui se résume à un dessin linéaire en flèche : un segment terminé, d'un côté (la « pointe »), par deux courts segments obliques symétriques par rapport au premier. Un sujet à qui l'expérimentateur demande  de placer une marque au milieu de la figure la pose invariablement plus loin de la pointe que le milieu repéré avec des instruments.
Le psychologue et sociologue allemand Franz Müller-Lyer l'a décrite avec précision en 1889. Il utilisa un segment partagé en deux parties égales, une moitié terminée par des segments convergents, l'autre par des segments divergents. Dans l'expérience de Brentano, le sujet est plus actif. Une moitié d'un coulisseau porte un schéma en pointe de flèche, l'autre en empennage de flèche, avec les segments orientés vers l'extérieur. L'expérimentateur demande au sujet de faire coulisser les parties pour que les deux côtés soient égaux. L'effet diminue un peu avec la répétition des manipulations. Le stimulus n'est pas exclusivement visuel, puisque la manipulation implique l'haptique — toucher et proprioception.
De nombreuses variantes démontrent le même effet :  la longueur perçue d'un segment varie selon l'orientation des segments d'extrémité. L'observateur désignera le segment avec les pointes vers l'intérieur comme plus long, alors qu'ils sont de même longueur.

## Cadre expérimental

Les deux groupes de flèches sont exactement les mêmes. Le deuxième prouve que les flèches ont exactement la même longueur.

L'illusion de Müller-Lyer fait partie d'une vaste catégorie d'« illusions optico-géométriques » qui apparaissent dans un contexte strictement expérimental. Le psychologue de la perception soumet à un sujet des dessins au trait, dans lesquels manquent la plupart des informations que reçoit le système visuel dans les situations ordinaires, et lui demande d'effectuer une tâche d'évaluation. Dans un premier temps, les chercheurs ont examiné la stabilité et les conditions de réalisation des illusions. Dans une publication, on recherche la figure pour laquelle l'effet est le plus évident et universel ; la psychologie expérimentale recherche aussi les conditions minimales d'apparition de la distorsion. Elle distingue l'élément déformé (la longueur) et l'élément déformant (ses terminaisons). Dans l'illusion de Müller-Lyer, on peut supprimer entièrement le dessin du segment, sans supprimer l'effet. Celui-ci se produit quelle que soit l'orientation, quelle que soit la taille apparente de la stimulation, et même si l'expérimentateur présente alternativement le segment terminé par des pennons entrants et celui que limitent des pennons sortants. Des variantes montrent le même effet, avec des segments reliant les extrémités des pennons, formant un hexagone, convexe avec les pennons sortants et concave avec les pennons entrants, ou bien en remplaçant les segments par des arc de cercle, ou bien en remplaçant les pennons par des rectangles que le segment traverse ou non
En utilisant des figures simples, et en variant les conditions de leur présentation, on espère obtenir des indices sur le fonctionnement complexe de la perception. Paul Fraisse a constaté qu'en présentant alternativement l'élément déformant et l'élément déformé, dans la variante de l'illusion de Müller-Lyer avec deux segments parallèles l'un au dessus de l'autre, à une certaine cadence l'illusion s'inverse, et on évalue le segment correspondant aux flèches divergentes comme plus long. L'effet est sans doute dû au fait que dans cette présentation, l'observateur dissocie les terminaisons de leur segment. Les figures encloses dans une autre sont soumises à d'autres processus visuels.